# Перезвил (Тексас)
Перезвил (енгл. Perezville) насељено је место без административног статуса у америчкој савезној држави Тексас.

## Демографија
По попису из 2010. године број становника је 5.376.
| Група             | 2000.    | 2010.         |
| Белци             | 0 (0,0%) | 1.424 (26,5%) |
| Афроамериканци    | 0 (0,0%) | 6 (0,1%)      |
| Азијати           | 0 (0,0%) | 3 (0,1%)      |
| Хиспаноамериканци | 0 (0,0%) | 3.921 (72,9%) |
| Укупно            | 0        | 5.376         |